# Куреггурт
Куреггу́рт (рос. Куреггурт) — присілок у складі Шарканському районі Удмуртії, Росія.

## Населення
Населення — 35 осіб (2010; 48 у 2002).
Національний склад станом на 2002:
- удмурти — 83 %

## Урбаноніми[3]
- вулиці — Горобинова, Лебедева, Яблунева